# صموئيل أغيلار سوليس
صموئيل أغيلار سوليس (بالإسبانية: Samuel Aguilar Solís)‏ هو سياسي مكسيكي، ولد في 17 يونيو 1956 في المكسيك. حزبياً، نشط في الحزب الثوري المؤسساتي. وقد انتخب عضو مجلس الشيوخ من المكسيك وانتخب عضو مجلس النواب المكسيك.